# 친환경 청소
친환경 청소 또는 그린 클리닝(green cleaning)은 인간의 건강과 환경의 질을 보존하도록 설계된 친환경 성분과 절차를 갖춘 청소 방법과 제품을 사용하는 것을 의미한다. 친환경 청소 기술과 제품은 독성 화학 물질을 함유한 제품의 사용을 지양하며, 그중 일부는 호흡기, 피부 및 기타 질환을 유발하는 휘발성 유기 화합물을 방출한다. 친환경 청소는 가정용 및 산업용 청소 제품의 제조, 포장 및 유통 방식도 포함할 수 있다. 제조 공정이 친환경적이고 제품이 생분해성인 경우, "그린" 또는 "친환경"이라는 용어가 적용될 수 있다.

## 같이 보기
- 세정제
- 미국 환경보호청
- 그린워싱